# Mario Gyr
Mario Gyr (* 2. května 1985, Lucern, Švýcarsko) je bývalý švýcarský veslař. Byl členem týmu See-Club Luzern. Na LOH 2012 obsadil se švýcarskou lodí páté místo. Na olympijských hrách 2016 v Riu de Janeiro získal zlatou medaili na čtyřce bez kormidelníka lehkých vah. Je též mistrem světa ve stejné disciplíně z roku 2015. Na mistrovství Evropy ve veslování zvítězil v letech 2015 a 2016. Na MS 2018 startoval s Joel Schürchem na dvojce bez kormidelníka bez rozdílu vah a obsadili 21. místo. Po tomto šampionátu Gyr ukončil ve věku 33 let sportovní kariéru.